# Матена
Матена (словен. Matena) — поселення в общині Іг, Осреднєсловенський регіон, Словенія. Висота над рівнем моря: 285,7 м.